# 中村圭志 (宗教学者)
中村圭志（なかむら けいし、1958年 - ）は、日本の宗教学者、編集者、翻訳家。
北海道小樽市生まれ。北海道大学文学部卒業。東京大学大学院人文科学研究科博士課程満期退学。

## 著書

### 単著
- 『信じない人のための〈宗教〉講義』みすず書房　2007
- 『信じない人のための<法華経>講座』文春新書　2008
- 『一Q禅師のへそまがり〈宗教〉論』サンガ　2009
- 『信じない人のための〈宗教学〉入門 現代社会と宗教問題の本質』　サンガ新書 2009
- 『これから「ハリー・ポッター」の話をしよう 20歳になってわかる寓意文学の哲学』サンガ　2010
- 『信じない人のためのイエスと福音書ガイド』みすず書房　2010
- 『損得でくらべる宗教入門』ベスト新書 2011
- 『人はなぜ「神」を拝むのか?』角川oneテーマ21新書 2011
- 『宗教のレトリック』トランスビュー 2012
- 『教養としての宗教入門　基礎から学べる信仰と文化』中公新書 2014
- 『SEKAI NO OWARIの世界 カリスマバンドの神話空間を探る』サンガ 2015
- 『徹底分析!ハリー・ポッター 全7巻と『呪いの子』の世界がわかればハリポタをもっと楽しめる!』サンガ 2014、増補改訂版2016
- 『教養としての仏教入門 身近な17キーワードから学ぶ』幻冬舎新書 2016
- 『教養としてよむ世界の教典』三省堂 2016
- 『図解世界5大宗教全史』ディスカヴァー・トゥエンティワン 2016
- 『くらべてわかる！ブッダとキリスト』サンガ 2017
- 『聖書、コーラン、仏典　原典から宗教の本質をさぐる』中公新書 2017
- 『知ったかぶりキリスト教入門 イエス・聖書・教会の基本の教養99』幻冬舎新書 2017
- 『面白くて眠れなくなる宗教学』PHP 2018
- 『人は「死後の世界」をどう考えてきたか』角川学芸出版 2018
- 『ビジネスパーソンのための教養としての世界3大宗教』ディスカヴァー・トゥエンティワン 2019
- 『西洋人の「無神論」日本人の「無宗教」』ディスカヴァー・トゥエンティワン 2019
- 『教養として学んでおきたい５大宗教』マイナビ新書 2020
- 『図解世界5大神話入門 日本神話 ギリシア神話 インド神話 中東神話 北欧神話 その他の神話』ディスカヴァー・トゥエンティワン 2020
- 『教養として学んでおきたいギリシャ神話』マイナビ新書 2021
- 『宗教図像学入門　十字架、神殿から仏像、怪獣まで』中公新書 2021

### 共著
- 『はじめて学ぶ宗教 自分で考えたい人のために』岡田典夫、小澤浩、櫻井義秀、島薗進共著　有斐閣　2011

### 翻訳
- ロバート・N・ベラーほか『心の習慣 アメリカ個人主義のゆくえ』島薗進共訳　みすず書房　1991
- 増澤知子『夢の時を求めて 宗教の起源の探究』玉川大学出版部　1999
- R.N.ベラーほか『善い社会 道徳的エコロジーの制度論』みすず書房　2000
- タラル・アサド『宗教の系譜 キリスト教とイスラムにおける権力の根拠と訓練』岩波書店　2004
- タラル・アサド『世俗の形成 キリスト教、イスラム、近代』みすず書房　2006
- マリーズ・リズン『1冊でわかるファンダメンタリズム』岩波書店　2006
- ウィリアム・ラフルーア/G.ベーメ、島薗進編著『悪夢の医療史 人体実験・軍事技術・先端生命科学』秋山淑子共訳　勁草書房　2008
- Thomas Dixon『科学と宗教』丸善出版 サイエンス・パレット 2013
- 『ジョン・レノンレターズ』ハンター・デイヴィス編著 秋山淑子共訳 ザ・ビートルズ・クラブ監修 角川書店 2013
- ピンカス・ギラー『カバラー』講談社選書メチエ 2014
- ドーリング・キンダースリー社 編『宗教学大図鑑』島薗進共日本語版監修 豊島実和訳 三省堂 2015
- 増澤知子『世界宗教の発明 ヨーロッパ普遍主義と多元主義の言説』秋山淑子共訳 みすず書房 2015

### 監修
- 『世界とつながるみんなの宗教ずかん』ほるぷ出版 2018